# سياسة عامة
السياسة العامة أو السياسات العامة هي الدليل محدد المبادئ للإجراءات التي تتخذها السلطات التنفيذية الإدارية لـ الدولة فيما يتعلق بفئة معينة من القضايا بطريقة تتماشى مع القانون والأعراف المؤسسية. وبشكل عام، يتمثل أساس السياسات العامة في مدى الالتزام بالقانون الوطني الدستوري الأساسي ذي الصلة وكذلك تنفيذ التشريعات مثل القانون الفيدرالي الأمريكي. كذلك تشمل الأسس الأخرى كلاً من التفسيرات والأنظمة القضائية والتي تُعْتَمَدُ بشكل عام من خلال تشريعات.
تعرف مجموعة أخرى من العلماء هذا المصطلح باعتباره نظامًا يتضمن «خطط العمل، والإجراءات التشريعية، والقوانين والأولويات التمويلية المعنيّة بقضية معينة والتي تصدرها الجهة الحكومية أو أيٍ من ممثليها.» وبهذا يمكننا القول أن السياسات العامة عادةً ما تتجسد في «الدساتير، والقوانين التشريعية، والأحكام القضائية.»
أما في الولايات المتحدة، فلا يشير هذا المفهوم إلى الإجراءات الناتجة عن السياسات المتخذة فحسب، بل يمتد لأكثر من ذلك ليشمل عملية صناعة القرار نفسها وكذلك تحليل القرارات الحكومية. وحيث إنه تخصصٌ أكاديميٌ، فإن السياسة العامة تُدْرَس من قِبل الأساتذة والطلاب في كليات السياسة العامة من الجامعات الكبرى في جميع أنحاء العالم. ويطلق على الرابطة المهنية الأمريكية الخاصة بممارسي السياسات العامة وباحثيها وعلمائها وطلابها اسم الرابطة المعنية بتحليل السياسات العامة وإدارتها.[بحاجة لمصدر]

## الإجراءات الحكومية
تعد عملية صياغة السياسات العامة عملية معقدة ومتعددة الأوجه؛ حيث تتضمن التفاعل بين العديد من الأفراد والجماعات المعنيّة التي تتنافس وتتعاون في سبيل التأثير على صناع القرار للتصرف بطريقة معينة. فيستخدم هؤلاء الأفراد وتلك الجماعات مجموعة متنوعة من الأساليب والأدوات التي تعمل على تحقيق أهدافهم، ومن بينها الدفاع عن مواقفهم علنًا، والسعي نحو تثقيف المؤيدين والمعارضين بالقضية، وحشد الحلفاء لدعم قضية معينة.
وفي كثير من الأحيان، تتطور الحاجة إلى تواجد السياسات العامة مع الوقت. وفي السابق، ربما لم تكن هناك وسيلة معينة يمكن أن تحول دون حدوث مشاكل، ولكن في ظل استخدام التقنيات الحالية قد يُتَوَصَّلُ إلى حلول لتلك المشاكل. ومن السهل إنشاء السياسات العامة عندما تستهدف التأثير على مجموعة صغيرة من الأشخاص.

## السياسة العامة كتخصص أكاديمي
باعتبار أن السياسات العامة تندرج تحت قائمة التخصصات الأكاديمية، فإنها تحمل في دراستها بعض عناصر العديد من مجالات ومفاهيم العلوم الاجتماعية بما في ذلك مجال الاقتصاد، وعلم الاجتماع، والاقتصاد السياسي، وتقييم البرامج، وتحليل السياسات، والإدارة العامة، على أن تُطَبَّق كافة تلك المجالات على المشكلات الخاصة بالإدارة والتسيير والعمليات الحكومية. وفي نفس الوقت، تختلف دراسة السياسات العامة عن العلوم السياسية أو الاقتصاد، من حيث تركيزها على تطبيق النظرية من خلال وضعها في حيز الإطار العملي. وفي حين تتمثل الغالبية العظمى من شهادات السياسة العامة في شهادات الماجستير والدكتوراه، يوجد كذلك العديد من الجامعات التي توفر التعليم الجامعي في مجال السياسات العامة.
تُدَرِّسُ الكليات السياسية مجال تحليل السياسات بشكل مختلف. فعلى سبيل المثال، يتميز النهج الذي تتبعه كلية هاريس لدراسات السياسات العامة بجامعة شيكاجو عند دراستها لقضايا السياسة بطابع كمي واقتصادي، في حين تستخدم كلية هاينز بـ جامعة كارنيغي ميلون الأساليب الحاسوبية والتجريبية بينما تتميز كلية جون كيندي الحكومية بـ جامعة هارفرد بنهج قائم على العلوم السياسية والقيادة. كذلك، توفر الكلية الهندية للشؤون العامة والبيئية تدريبًا تقليديًا يتناول السياسات العامة إلى جانب إتاحة العديد من التركيزات متعددة التخصصات في مجالي العلوم البيئية والإدارة غير الربحية.
تطرح كلية جندال للسياسات الحكومية والعامة بالهند برنامجًا تدريبيًا متعدد التخصصات في مجال السياسات العامة مع التركيز على عمليات صناعة السياسات في البلدان النامية ودول البريكس. وفي أوروبا، تتبع كلية لويس جويدو كارلي الحكومية نهجًا متعدد التخصصات في مجال السياسات العامة يجمع بين مجالات الاقتصاد والعلوم السياسية والإدارة العامة الجديدة وتحليل السياسات.
عادةً، يرتكز الحقل الأكاديمي لمجال السياسات العامة على السياسة الداخلية. ومع ذلك، اقتضت حركة العولمة الاقتصادية، التي ظهرت في فترة أواخر القرن العشرين وأوائل القرن الواحد والعشرين، ضرورة توفر مجموعة فرعية من السياسات العامة التي تصب تركيزها على الحوكمة العالمية، لا سيما وإنها ترتبط بالقضايا التي تتجاوز الحدود الوطنية مثل تغير المناخ، والإرهاب، وانتشار الأسلحة النووية، والتنمية الاقتصادية. ونتيجة لذلك، كان على العديد من الكليات التقليدية المتخصصة في السياسات العامة الاتجاه نحو تعديل مناهجها لتلائم هذا المشهد السياسي الجديد، فضلًا عن وضع مناهج جديدة بالكامل. فعلى سبيل المثال، أُنْشِئَت كلية الشؤون الدولية بـ جامعة ولاية بنسلفانيا، كاستجابة لهذا المشهد الجديد المتخطي للحدود الوطنية. وترتكز كلية الشؤون الدولية على مجال صناعة السياسات الدولية، مع تقديم تدريب متعدد التخصصات من مجالات متعددة، مثل القانون، والعلوم السياسية، والعلاقات الدولية، والجغرافيا، وعلم الاجتماع، والاقتصاد.

## كتابات أخرى
- David B. Audretsch, Gilbert, Brett Anitra; McDougall, Patricia P. (2004), The Emergence of Entrepreneurship Policy, Small Business Economics 22
- Cohen, Nissim (2012) “Policy entrepreneurs and the design of public policy: Conceptual framework and the case of the National Health Insurance Law in Israel” Journal of Social Research & Policy, 3 (1): 5-26.
- David B. Audretsch ; Grilo, Isabel; Thurik, A. Roy (2007), Explaining entrepreneurship and the role of policy: a framework, in: David Audretsch, Isabel Grilo and A. Roy Thurik (eds.), Handbook of Research on Entrepreneurship Policy, Edward Elgar Publishing
- David B. Audretsch und Beckmann, Iris A.M. (2007), From Small Business to Entrepreneurship Policy, in: David Audretsch, Isabel Grilo and A. Roy Thurik (eds.), Handbook of Research on Entrepreneurship Policy, Edward Elgar Publishing

## وصلات خارجية
- Association for Public Policy Analysis and Management
- National Association of Schools of Public Affairs and Administration
- National Graduate Institute for Policy Studies
- Harris School of Public Policy
- NYU's Robert F. Wagner Graduate School of Public Service
- John Glenn School of Public Affairs, OSU
- Department of Public Policy, Central European University
- School of Government, LUISS Guido Carli
- Public Policy Hub, University of Portsmouth
- Public Policy Department, National Research University Higher School of Economics